# 지적의무
지적의무(指摘義務)란 당사자가 간과하였음이 분명하다고 인정되는 법률상의 사항에 관하여 당사자에게 의견을 진술할 기회를 주는 것으로 법원의 권능인 동시에 의무이다.

## 지적의무 행사요건
1. 당사자가 간과하였음이 분명한 법률상의 사항이어여야 한다.
2. 당사자가 간과한 법률상 사항이 대상이 된다.
3. 재판의 결과에 영향이 있는 것이어야 한다.

## 판례
- 구 민사소송법(2002. 1. 26. 법률 제6626호로 전문 개정되기 전의 것) 제126조 제4항은, 법원은 당사자가 명백히 간과한 것으로 인정되는 법률상의 사항에 관하여 당사자에게 의견진술의 기회를 주어야 한다고 규정하고 있으므로，당사자가 부주의 또는 오해로 인하여 명백히 간과한 법률상의 사항이 있거나 당사자의 주장이 법률상의 관점에서 보아 모순이나 불명료한 점이 있는 경우 법원은 적극적으로 석명권을 행사하여 당사자에게 의견진술의 기회를 주어야 하고 만일 이를 게을리 한 경우에는 석명 또는 지적의무를 다하지 아니한 것으로서 위법하다[2]

- 당사자가 부주의 또는 오해로 인하여 명백히 간과한 법률상의 사항이 있거나 당사자의 주장이 법률상의 관점에서 보아 모순이나 불명료한 점이 있는 경우 법원은 적극적으로 석명권을 행사하여 당사자에게 의견진술의 기회를 주어야 하고 만일 이를 게을리 한 경우에는 석명 또는 지적의무를 다하지 아니한 것으로 위법하다.[3]

- 원고에게 의견을 진술할 기회를 부여함으로써 원고로 하여금 그 주장을 법률적으로 명쾌하게 정리할 기회를 주었어야 한다. 그럼에도 불구하고 원심은 이러한 조치를 취하지 아니하고 원고의 이 사건 손해배상청구의 법률적 근거를 불법행위책임을 묻는 것으로 단정한 뒤 원고의 입증이 부족하다는 이유로 원고의 청구를 받아들이지 아니하였는 바, 이는 석명권을 적절하게 행사하지 아니하고 당사자에게 법률사항에 관한 의견진술의 기회를 주지 아니하여 절못이다.[4]

## 참고 문헌
- 조상희, 『법학전문대학원 민사소송법 기본강의』. 한국학술정보(주), 2009. ISBN 9788953423077

## 같이 보기
- 석명권
- 처분권주의